# Дулесово
Дуле́сово (рос. Дулесово) — присілок в Сарапульському районі Удмуртії, Росія.
Присілок розташований на правому березі річки Кама, у місці впадіння до неї правої притоки Волгозіха.
Урбаноніми:
- вулиці — Вишнева, Дорожня, Камська, Кленова, Колгоспна, Лучна, Набережна, Підгірна, Польова, Радянська, Соснова, Трактова, Шкільна
- провулки — Камський, Лучний

## Населення
Населення становить 678 осіб (2010, 667 у 2002).
Національний склад (2002):
- росіяни — 77 %